# Бубу Стјуарт
Нилс Ален Стјуарт Јр. или боље познат под својим уметничким именом Бубу Стјуарт (рођен 21. јануара 1994) је амерички глумац, плесач, модел и певач, највише познат као Сет Клирватер у америчком филму Сумрак и по својој улози Џеја у филму Descendants и у његовом наставку Descendants 2.

## Одрастање
Нилс Ален Стјуарт Јр. рођен је у Беверли Хилсу, Калифорнија. Његов отац, Нилс Ален Стјуарт, је по занимању професионални каскадер. Са мајчине стране, он је јапанског, кинеског и корејског порекла док са очеве стране има шкотског, руског и блекфут порекла. Бубу је раније био у бенду који се звао "Echoes of Angels" и имали су неколико турнеја са његовом мамом и бабом, које су познате са својим бендом под називом "TSC" (The Stewart Clan).